# آرنت، شهرستان رالی، ویرجینیای غربی
آرنت (به انگلیسی: Arnett) یک منطقهٔ مسکونی در ایالات متحده آمریکا است که در شهرستان رالی، ویرجینیای غربی واقع شده است. آرنت  ۴۷۳٫۹۷ متر بالاتر از سطح دریا واقع شده است.